# Estádio Alejandro Morera Soto
O Estádio Alejandro Morera Soto (em castelhano: Estadio Alejandro Morera Soto) é um estádio de futebol localizado na cidade de Alajuela, na Costa Rica. Inaugurado em 18 de janeiro de 1942, foi uma das sedes oficiais da Copa do Mundo de Futebol Feminino Sub-17 de 2014, realizada no país. Além disso, o estádio é de propriedade do Alajuelense, tradicional clube do país, que manda ali seus jogos oficiais por competições nacionais e continentais. Sua capacidade máxima é de 17 895 espectadores.

## Homenagem
O nome do estádio rende homenagem à Alejandro Morera Soto, ex-jogador do Alajuelense, que também teve passagem pelo F.C. Barcelona entre 1933 e 1935.

## Infraestrutura
Em 2009, o gramado do estádio foi certificado com as duas estrelas FIFA, sendo a mais alta classificação que pode ser conferida pelo órgão máximo do futebol mundial neste quesito, o que tornou-o apto para receber jogos de clubes e seleções internacionais.
O estádio tem um sistema moderno e de economia de energia através de painéis solares. Mais de 800 painéis foram instalados no estádio, como no Estádio Santiago Bernabéu, na Espanha, e no Estádio Governador Magalhães Pinto, no Brasil, que também têm este sistema. Com isso, o estádio tornou-se o primeiro estádio autossuficiente em energia elétrica do país e do continente.